# Nationaal park Khao Phanom Bencha
Het Nationaal park Khao Phanom Bencha is het enige nationale park in de provincie Krabi, Thailand. Het is vernoemd naar de hoogste berg in het gebied, namelijk de Khao Phanom Bencha (1397 m). In het Nationaal Park Khao Phanom Bencha ligt het Panom Bencha-gebergte, waarin ook de Khao Phanom Bencha ligt.
In het Khao Phanom Bencha Nationaal Park wordt illegaal hout gekapt en gestroopt.

## Attracties
In het Nationaal park Khao Phanom Bencha zijn de volgende attracties:
- Khao Phanom Bencha
- Huay To-waterval
- Huay Sadeh-waterval
- Khlong Haeng-waterval
- Tham Khao Pheung

## Flora en Fauna
In het Nationaal park Khao Phanom leven de volgende boomsoorten:
- Hopea odorata
- Dipterocarpus alatus
- Lagerstronemia cupida
- Magnolia champaca
- Teakboom
- Petehboon
- Baccarea sapida

In het Nationaal Park Khao Phanom Bencha leven 156 soorten vogels en 32 soorten zoogdieren, waaronder:
- Langkuifneurshoornvogel
- Gestreepte kenopia
- Aziatische zwarte beer
- Maleise beer
- Nevelpanter
- Wild zwijn
- Beermarter